# Вайверн. Крилатий дракон
«Вайверн. Крилатий дракон» — фільм жахів 2009 року.

## Сюжет
Готуючись до щорічного святкування літнього сонцестояння, маленьке містечко Бівер Міллз на Алясці стає кривавим пасовищем для крилатого дракона Вайверн, що дрімав в льодовиках до перших сонячних променів. Звільнене з крижаної в'язниці чудовисько починає люте полювання на людей, а тим часом у гнізді дозріває крилате потомство.